# Cameraria arcuella
Cameraria arcuella är en fjärilsart som först beskrevs av Braun 1908.  Cameraria arcuella ingår i släktet Cameraria och familjen styltmalar. Inga underarter finns listade i Catalogue of Life.